# Jezioro Krzywe (Białoruś)
Jezioro Krzywe (biał. возера Крывое, woziera Krywoje) – jezioro na Białorusi, w obwodzie witebskim, w rejonie głębockim, w dorzeczu rzeki Dzisny, 2,5 km na południowy wschód od miasta Głębokie.

## Opis
Powierzchnia jeziora wynosi 0,05 km², długość 0,4 km, największa szerokość to 0,17 km. Długość linii brzegowej wynosi 0,9 km.
Jezioro położone jest wśród podmokłych równin.
Jest połączone strumieniami z jeziorami Kahalnym (na północnym zachodzie) i Łastowickim (na północnym wschodzie). W jeziorze występuje okoń, karaś, płoć, lin i inne ryby.